# خانق وادي الأردن

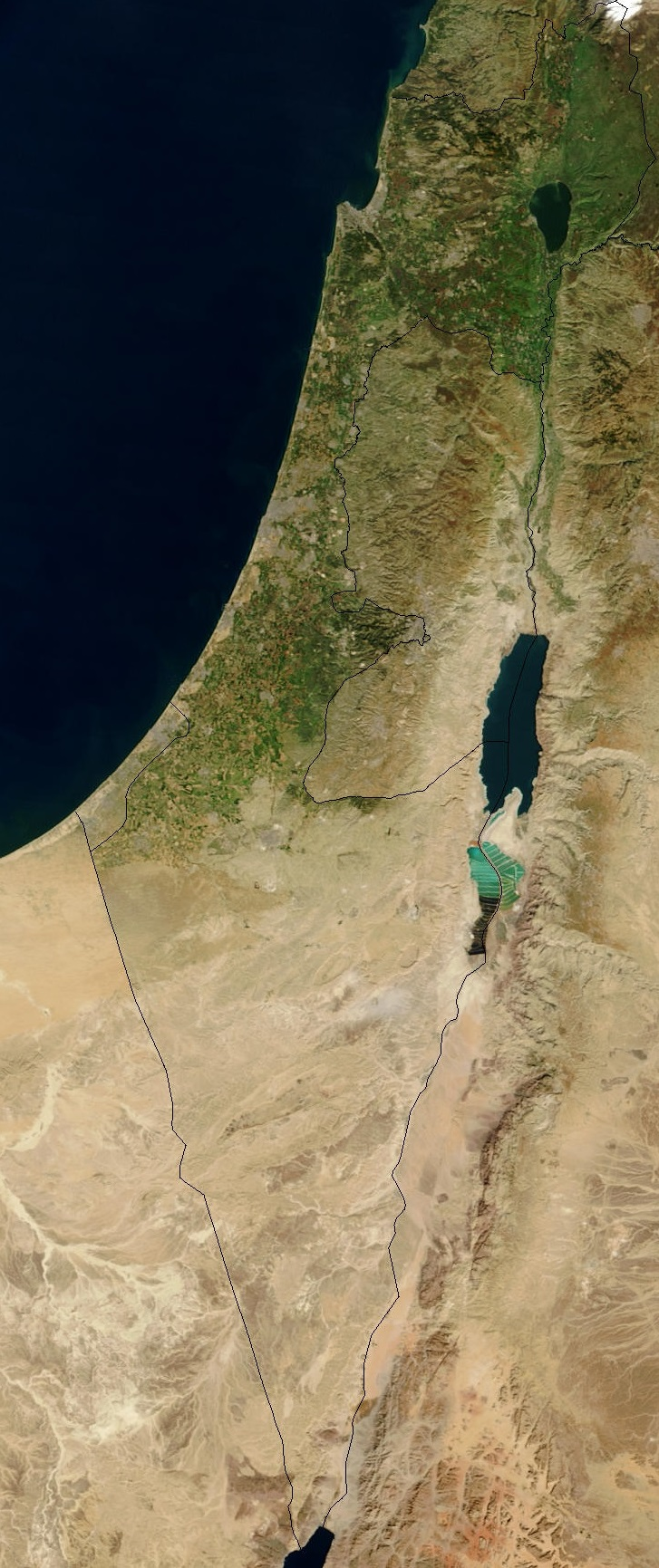
صورة بالأقمار الصناعية التقطت في عام 2003 تظهر منطقة وادي الأردن

خانق وادي الأردن (أو غور أو صدع أو حوض أو أخدود) تطلق هذه المسميات على وادي الأردن بالمنطقة الممتدة من نهر الأردن النابع من مرتفعات لبنان، ماراً ببحيرة الحولة وبحيرة طبرية التي تهبط 212 متراً تحت سطح البحر، ثم يصب في البحر الميت والذي ينخفض 407 متراً عن سطح البحر، في أخفض نقطة على سطح الأرض. ويكمل امتداده من وادي الأردن إلى الجنوب من البحر الميت، في منطقة وادي عربة المرتفعة 300 متراً عن سطح البحر لمسافة 155كم، ليصل في أقصاه الشمالي لجبال الريشة التي تصل إلى ارتفاع يبلغ حوالي 355 متراً فوق سطح البحر، ومن ثم يعود لينخفض مجدداً إلى مستوى سطح البحر عند البحر الأحمر في سواحل خليج العقبة وضمنها مدينة العقبة.

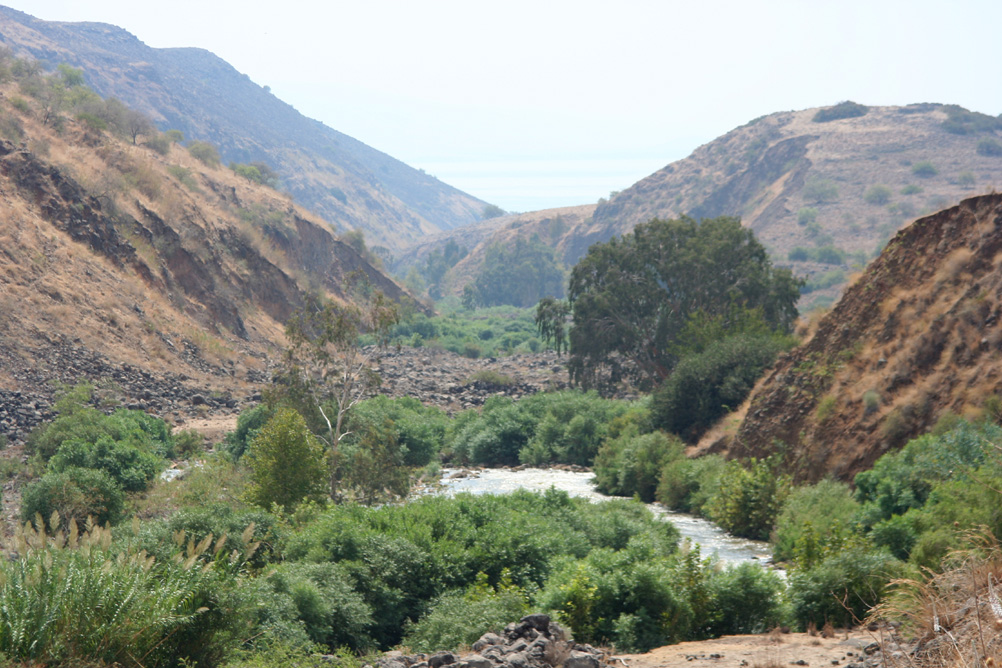
وادي الأردن

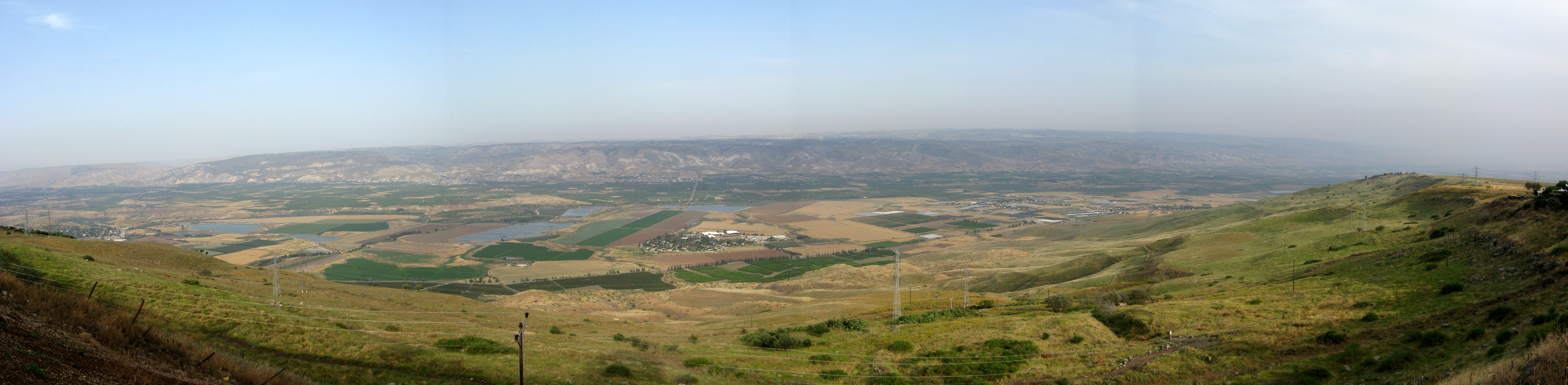
مشهد من وادي الأردن

## المناخ
يظهر الجدول التالي التغييرات المناخية على مدار السنة لأخدود وادي الأردن:
| البيانات المناخية لـأخدود وادي الأردن | البيانات المناخية لـأخدود وادي الأردن | البيانات المناخية لـأخدود وادي الأردن | البيانات المناخية لـأخدود وادي الأردن | البيانات المناخية لـأخدود وادي الأردن | البيانات المناخية لـأخدود وادي الأردن | البيانات المناخية لـأخدود وادي الأردن | البيانات المناخية لـأخدود وادي الأردن | البيانات المناخية لـأخدود وادي الأردن | البيانات المناخية لـأخدود وادي الأردن | البيانات المناخية لـأخدود وادي الأردن | البيانات المناخية لـأخدود وادي الأردن | البيانات المناخية لـأخدود وادي الأردن | البيانات المناخية لـأخدود وادي الأردن |
| الشهر                                 | يناير                                 | فبراير                                | مارس                                  | أبريل                                 | مايو                                  | يونيو                                 | يوليو                                 | أغسطس                                 | سبتمبر                                | أكتوبر                                | نوفمبر                                | ديسمبر                                | المعدل السنوي                         |
| ------------------------------------- | ------------------------------------- | ------------------------------------- | ------------------------------------- | ------------------------------------- | ------------------------------------- | ------------------------------------- | ------------------------------------- | ------------------------------------- | ------------------------------------- | ------------------------------------- | ------------------------------------- | ------------------------------------- | ------------------------------------- |
| الدرجة القصوى °م (°ف)                 | 26.4 (79.5)                           | 30.4 (86.7)                           | 33.8 (92.8)                           | 42.5 (108.5)                          | 45.0 (113.0)                          | 46.4 (115.5)                          | 47.0 (116.6)                          | 44.5 (112.1)                          | 43.6 (110.5)                          | 40.0 (104.0)                          | 35.0 (95.0)                           | 28.5 (83.3)                           | 47.0 (116.6)                          |
| متوسط درجة الحرارة الكبرى °م (°ف)     | 20.5 (68.9)                           | 21.7 (71.1)                           | 24.8 (76.6)                           | 29.9 (85.8)                           | 34.1 (93.4)                           | 37.6 (99.7)                           | 39.7 (103.5)                          | 39.0 (102.2)                          | 36.5 (97.7)                           | 32.4 (90.3)                           | 26.9 (80.4)                           | 21.7 (71.1)                           | 30.4 (86.7)                           |
| المتوسط اليومي °م (°ف)                | 16.6 (61.9)                           | 17.7 (63.9)                           | 20.8 (69.4)                           | 25.4 (77.7)                           | 29.4 (84.9)                           | 32.6 (90.7)                           | 34.7 (94.5)                           | 34.5 (94.1)                           | 32.4 (90.3)                           | 28.6 (83.5)                           | 23.1 (73.6)                           | 17.9 (64.2)                           | 26.1 (79.0)                           |
| متوسط درجة الحرارة الصغرى °م (°ف)     | 12.7 (54.9)                           | 13.7 (56.7)                           | 16.7 (62.1)                           | 20.9 (69.6)                           | 24.7 (76.5)                           | 27.6 (81.7)                           | 29.6 (85.3)                           | 29.9 (85.8)                           | 28.3 (82.9)                           | 24.7 (76.5)                           | 19.3 (66.7)                           | 14.1 (57.4)                           | 21.9 (71.4)                           |
| أدنى درجة حرارة °م (°ف)               | 5.4 (41.7)                            | 6.0 (42.8)                            | 8.0 (46.4)                            | 11.5 (52.7)                           | 19.0 (66.2)                           | 23.0 (73.4)                           | 26.0 (78.8)                           | 26.8 (80.2)                           | 24.2 (75.6)                           | 17.0 (62.6)                           | 9.8 (49.6)                            | 6.0 (42.8)                            | 5.4 (41.7)                            |
| الهطول مم (إنش)                       | 7.8 (0.31)                            | 9.0 (0.35)                            | 7.6 (0.30)                            | 4.3 (0.17)                            | 0.2 (0.01)                            | 0.0 (0.0)                             | 0.0 (0.0)                             | 0.0 (0.0)                             | 0.0 (0.0)                             | 1.2 (0.05)                            | 3.5 (0.14)                            | 8.3 (0.33)                            | 41.9 (1.65)                           |
| متوسط أيام هطول الأمطار               | 3.3                                   | 3.5                                   | 2.5                                   | 1.3                                   | 0.2                                   | 0.0                                   | 0.0                                   | 0.0                                   | 0.0                                   | 0.4                                   | 1.6                                   | 2.8                                   | 15.6                                  |
| متوسط الرطوبة النسبية (%)             | 41                                    | 38                                    | 33                                    | 27                                    | 24                                    | 23                                    | 24                                    | 27                                    | 31                                    | 33                                    | 36                                    | 41                                    | 32                                    |
| المصدر: Israel Meteorological Service |                                       |                                       |                                       |                                       |                                       |                                       |                                       |                                       |                                       |                                       |                                       |                                       |                                       |